# The King of Fighters: Kyo
The King of Fighters: Kyo (ザ·キング·オブ·ファイターズ: 京) es un manga realizado por Masato Natsumoto (autor de obras como Record of Lodoss War) que relata los hechos acontecidos entre los juegos de lucha The King of Fighters 95 y 96, de SNK. También fue producida una secuela, en forma de videojuego para PlayStation, con el mismo nombre y también con diseños de Natsumoto. Al ser un manga basado en un juego de lucha V.S., la trama está repleta de acción y peleas, totalmente fieles al juego original. Es especialmente interesante cómo el autor recrea las relaciones entre los personajes , la rivalidad entre Kyo Kusanagi, el protagonista, e Iori Yagami, su peor rival y el interés de Athena Asamiya por Kyo, tanto romántico como por su estilo de combate. La serie consta de 3 tomos recopilatorios, editados por Kodansha en 1997. Este manga es considerado semi canónico de la serie, ya  que  sigue  parte de  la  historia, pero  contradice  algunas  cosas  del  argumento  original.

## Argumento
El manga nos sitúa en la parte final de los acontecimientos acaecidos en KOF 95', con Kyo venciendo a Iori sin discursión en su primer combate. El Japan Team, compuesto por Kyo, Benimaru Nikaido y Goro Daimon se ha proclamado vencedor del torneo y se dispone a vencer al organizador, Rugal Bernstein, en el combate final. Saisyu Kusanagi, el padre de Kyo, está bajo el control de Rugal y deja fuera de combate sin muchas dificultades a Benimaru y Daimon, obligando a Kyo a enfrentarse a su propio padre. Kyo es más poderoso que su padre, y finalmente consigue liberarlo del control de Rugal. Rugal intenta eliminar a Kyo, pero no es rival para él. Con tal de vencerle, se transforma en Omega Rugal, utilizando el poder de Orochi, y después de un duro combate, es vencido por el Orochinagi de Kyo (su característico Desperate Move; una 'serpiente' de llamas). El cuerpo de Rugal acaba siendo destruido por su propio exceso de poder Orochi.
El protagonista, después de doblegar a Rugal, vuelve a su vida estudiantil (que es algo caótica, puesto que es altamente temido por los profesores), siendo acosado por Iori, que se quiere tomar la revancha de la derrota sufrida en el torneo. Personajes como Athena Asamiya o Sie Kensou entran en escena (Athena es la nueva alumna del instituto), además de Yuki, la 'novia' de Kyo. Un nuevo y misterioso enemigo, de nombre Goenitz, está a punto de irrumpir en las vidas de Kyo e Iori.